# Belemnia lydia
Belemnia lydia là một loài bướm đêm thuộc phân họ Arctiinae, họ Erebidae.